# Giudecca (quartiers juifs)
| \| L'Aquila (Via ed Arco dei Giudei in Paganica) · Casacanditella · Castel di Ieri · Guardiagrele · Lanciano · Loreto Aprutino · Tornimparte · Arena · Galatro (Largo Giudecca, Via Giudecca et Vico Primo Giudecca) · Martirano · Montalto Uffugo · Reggio de Calabre · Rossano (Piazza Giudecca et Via Giudecca) · Melito di Porto Salvo · Paola · Sarno · Naples · Somma Vesuviana · Argelato · Bologne · Imola · Longiano · Lugo · San Giorgio di Piano · Berra · Scandiano · Ro · Canale Monterano · Bomarzo · Filettino · Ronciglione · Lerici · Mornico Al Serio · Bagnolo San Vito · Brissago-Valtravaglia · Moglia · Viadana · Villimpenta · Urbin (via Monte degli Ebrei) · Camerino · Barchi · Gradara · Pesaro · Villimpenta · Acquasparta · Gualdo Tadino · Alexandrie (via Sale in Contrada Ebrei) · Niella-Belbo · Rivalta di Torino · San Francesco al Campo · Verolengo · Vicoforte · Ostuni (Passatoio dei Giudei) · San Severo · Trani · Alessano · Altamura (Claustro La Giudecca) · Carpignano Salentino · Gallipoli · Secli · Cursi · San Marino (viale Campo dei Giudei) · Alghero (Carrero des Hebreus) · Cagliari · Mineo · Naso · Trapani · Taormine · Livourne (Via Ebrei Vittime del Nazismo) · Villafranca in Lunigiana (Borgo degli Ebrei) · Anghiari · Cavallino-Treporti · Illasi · Marano di Valpolicella · Mogliano Veneto · Monselice · Nogarole Rocca · Pontecchio Polesine · Sorgà · Teolo · Trevenzuolo · Venise (Ghetto Vecchio, Campo di Ghetto Nuovo) · Vérone · Zimella \| indique l'utilisation des termes Ebrei ou Giudei. · indique l'utilisation du terme giudecca. · indique l'utilisation du terme ghetto. |
| L'Aquila (Via ed Arco dei Giudei in Paganica) · Casacanditella · Castel di Ieri · Guardiagrele · Lanciano · Loreto Aprutino · Tornimparte · Arena · Galatro (Largo Giudecca, Via Giudecca et Vico Primo Giudecca) · Martirano · Montalto Uffugo · Reggio de Calabre · Rossano (Piazza Giudecca et Via Giudecca) · Melito di Porto Salvo · Paola · Sarno · Naples · Somma Vesuviana · Argelato · Bologne · Imola · Longiano · Lugo · San Giorgio di Piano · Berra · Scandiano · Ro · Canale Monterano · Bomarzo · Filettino · Ronciglione · Lerici · Mornico Al Serio · Bagnolo San Vito · Brissago-Valtravaglia · Moglia · Viadana · Villimpenta · Urbin (via Monte degli Ebrei) · Camerino · Barchi · Gradara · Pesaro · Villimpenta · Acquasparta · Gualdo Tadino · Alexandrie (via Sale in Contrada Ebrei) · Niella-Belbo · Rivalta di Torino · San Francesco al Campo · Verolengo · Vicoforte · Ostuni (Passatoio dei Giudei) · San Severo · Trani · Alessano · Altamura (Claustro La Giudecca) · Carpignano Salentino · Gallipoli · Secli · Cursi · San Marino (viale Campo dei Giudei) · Alghero (Carrero des Hebreus) · Cagliari · Mineo · Naso · Trapani · Taormine · Livourne (Via Ebrei Vittime del Nazismo) · Villafranca in Lunigiana (Borgo degli Ebrei) · Anghiari · Cavallino-Treporti · Illasi · Marano di Valpolicella · Mogliano Veneto · Monselice · Nogarole Rocca · Pontecchio Polesine · Sorgà · Teolo · Trevenzuolo · Venise (Ghetto Vecchio, Campo di Ghetto Nuovo) · Vérone · Zimella |

La Giudecca est le terme désignant les quartiers juifs en Italie et plus particulièrement dans le sud et en Sicile. Il désigne la zone où les Juifs se regroupent en communauté mais parfois, où ils sont contraints de vivre, avant l’apparition des ghettos, au XVIe siècle. Ces communautés peuvent également être appelées Aliama, Judaica, en sicilien : Jureca ou Cartidduni et correspondent aux juiveries. En Sicile, les giudecche remontent au Ier siècle, à la suite de la chute de Jérusalem et du transfert de prisonniers juifs sur l'île.

## Histoire

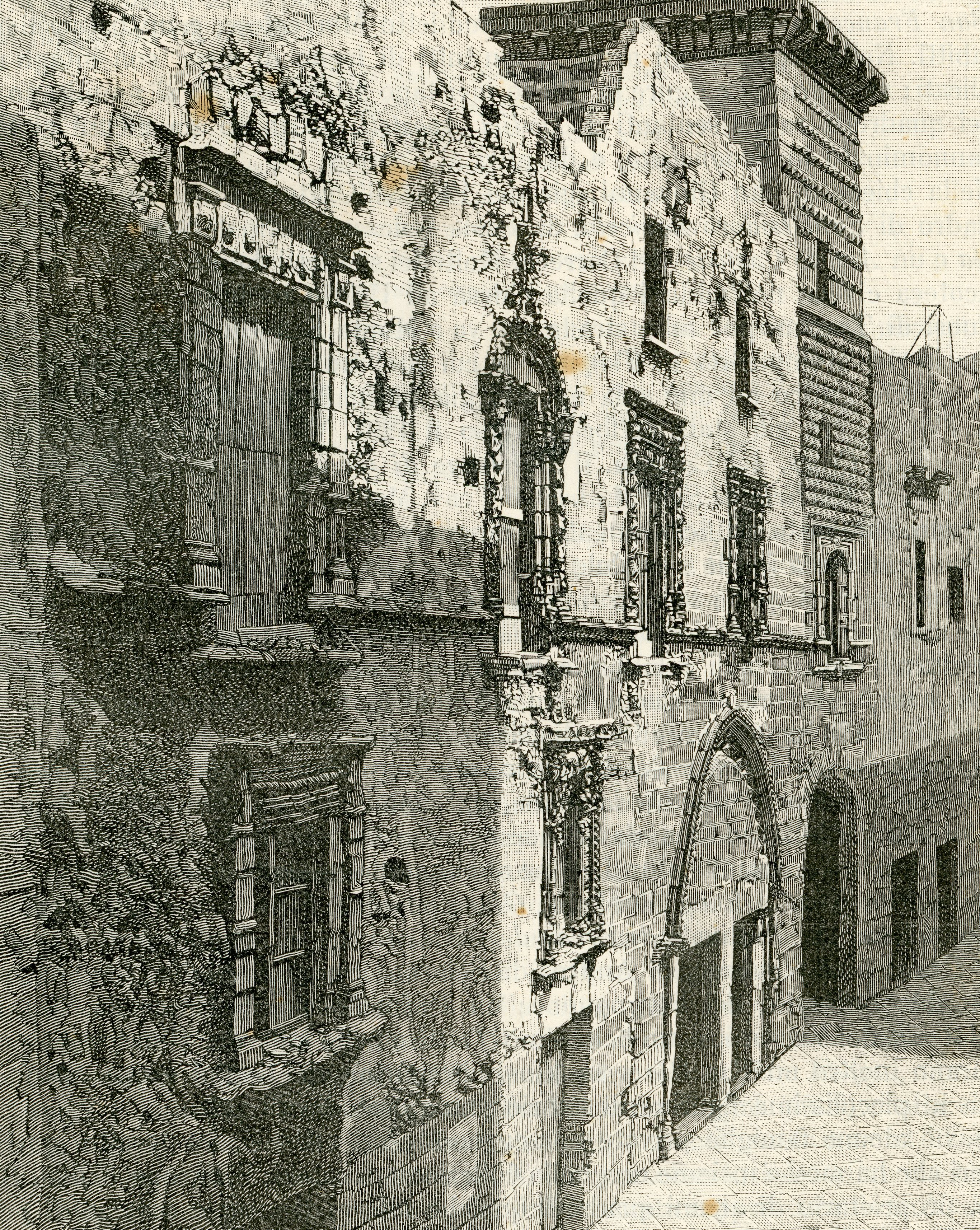
Maison dans la Giudecca de Trapani en 1892

La date de création des premières communautés juives en Italie n'est pas précisément connue. Elle est toutefois liée à l'histoire des Juifs dans ce pays, devient significative dès -63 et prospère sous l'Empire romain. Ces communautés à la fin du Moyen Âge, ont leur propre autonomie politique, administrative, judiciaire et patrimoniale. Elles sont soumises à l'imposition et le recouvrement des impôts. Elles ont les services de base, tels que l'école, le notaire, l'hôpital, le cimetière, l'abattoir et l'assistance aux nécessiteux.
En 1310, le roi de Sicile, Frédéric II adopte une politique restrictive et discriminatoire envers les Juifs : ils sont tenus de marquer leurs vêtements et leurs boutiques avec une rouelle rouge. Les Juifs se voient également interdire toute relation avec les catholiques. En 1392, les Juifs sont condamnés à vivre dans des lieux, ancêtres des ghettos et des persécutions graves éclatent à Monte San Giuliano, actuelle Erice, à Catane et à Syracuse, où de nombreux Juifs en sont victimes. 
Isabelle la Catholique devenue l'épouse de Ferdinand II d'Aragon dans la continuité de la Reconquista  persuade son mari d'expulser les Juifs d'Espagne et de ses colonies (Italie du Sud et Sardaigne). L'expulsion des royaumes espagnols est ainsi ordonnée le 31 mars 1492 par le décret de l'Alhambra. Les seules issues des Juifs sont de se convertir au catholicisme ou de partir en exil. Rien qu'en Sicile , il existe plus de 90 "giudecche" avec environ 37 000 Juifs.
Les communautés juives de Syracuse et de Palerme, vivent dans un quartier, appelé en italien : Giudecca, en sicilien : Jureca. À Raguse, Modica, Scicli et Ispica, ces quartiers portent le nom de Cartidduni. La présence des Juifs remonterait à la capture de prisonniers, lors de la chute de Jérusalem, en 70. Elle est citée au IXe siècle, lors de la conquête de l'île par les arabes.

### Source de la traduction
- (it) Cet article est partiellement ou en totalité issu de l’article de Wikipédia en italien intitulé « Giudecca (quartiere ebraico) » (voir la liste des auteurs).